# Gubèrnia de Bessaràbia

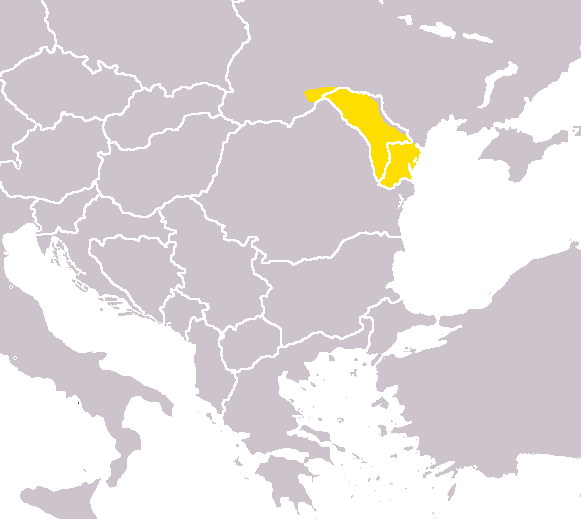
Localització geogràfica de Bessaràbia amb les fronteres actuals d'Europa

Des de 1812 al 1871, Bessaràbia va ser una província i de 1871 al 1917 una gubèrnia de l'Imperi Rus. Està situada a l'est del Principat de Moldàvia, el qual va ser annexionat per Rússia arran del Tractat de Bucarest de 1812 que va tancar la guerra entre l'Imperi Rus i l'Otomà. Després de la caiguda de Rússia en 1917 es va proclamar la República Democràtica de Moldàvia després de l'acord del Sfatul Ţării (Assemblea Nacional) i que a l'any següent va signar l'adhesió amb Romania.
Actualment, el 70% de l'antic territori pertany a Moldàvia i el 30% restant a Ucraïna.

## Història

### Annexió

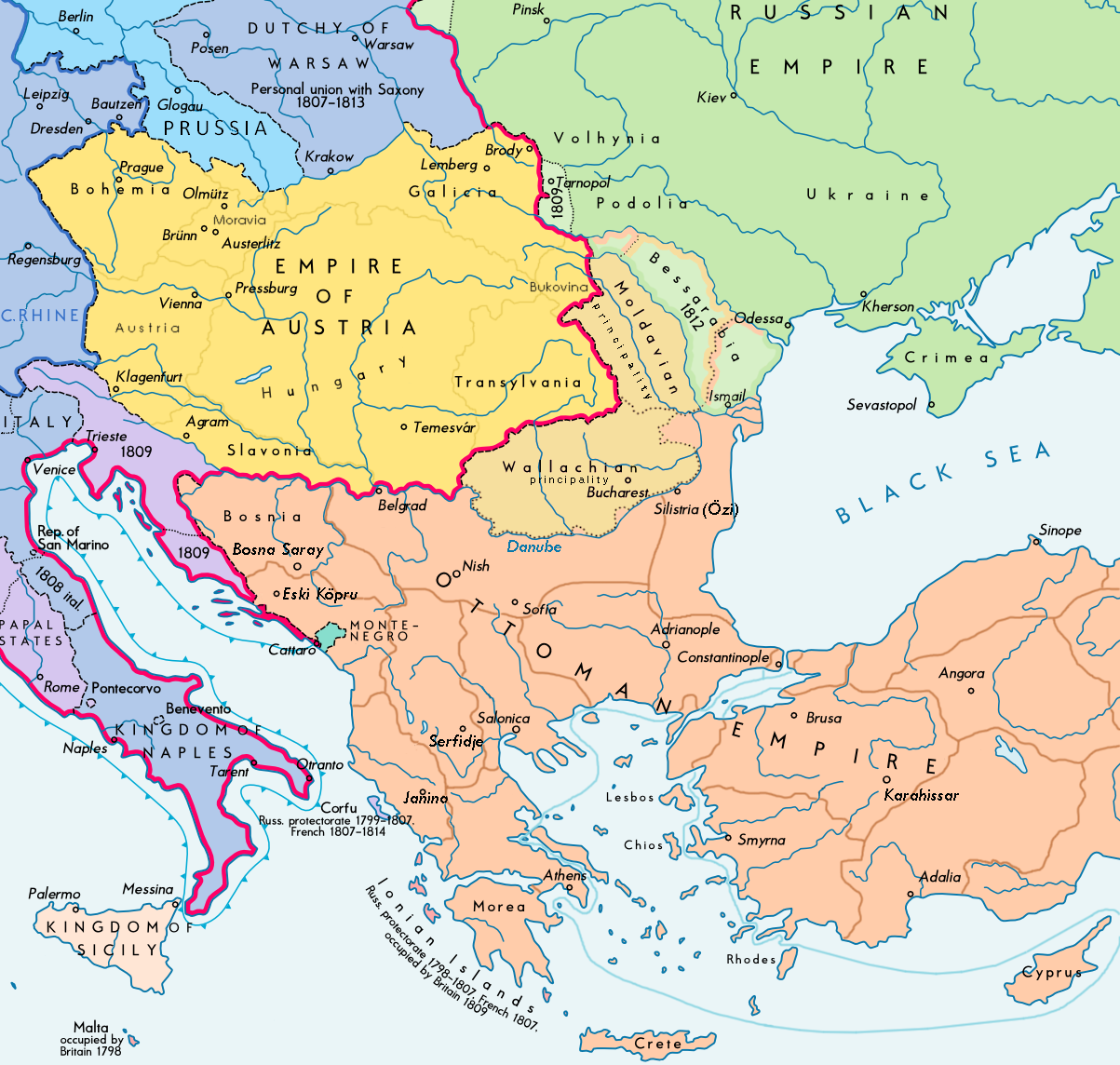
Sud-est d'Europa després del Tractat de Bucarest (1812)

Després d'aprofitar la crisi de llavors de l'Imperi Otomà, el Rus va ocupar la meitat aquest del Principat de Moldàvia entre els rius Prut i Dniéster. Després de sis anys de guerra que van culminar amb el tractat de Bucarest, els otomans van reconèixer l'annexió de la seva província per part de Rússia.
Anteriorment a l'annexió, el territori no tenia cap nom en particular lloc que Moldàvia estava dividida per les terres altes que abastaven els Carpats: Ţllaura dels seus i baixes: Ţllaura de Jos. Bessaràbia estava en la part sud (actualment coneguda com a Budzhak), anomenat així en honor de la Casa de Bassarab, Principat de Valaquia durant el segle xiv. Els russos van nomenar a tot el territori: Bessaràbia en comptes de referir-se a l'àrea sud.
La seva extensió era de 45.630 km², més que la resta de Moldàvia, i la seva població rondava entre 240.000 i 360.000 habitants, sent la majoria romanoparlants. Per la seva banda els boiars es van oposar a l'annexió al no reconèixer el lliurament del territori per part de l'Imperi Otomà, ja que Moldàvia no era una província otomà, no obstant això, tal oposició no va impedir al sultà signar l'acord al maig de 1812.

### Província i Gubèrnia

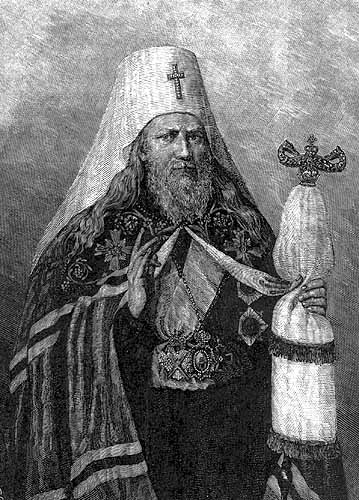
Gravat de Gavril Bănulescu-Bodoni, clergue de Moldàvia i Boiar.

Després de l'annexió, els boiars locals, dirigits per Gavril Bănulescu-Bodoni de Chisinau i Jotyn va exigir semi-autonomia per establir un govern civil d'acord amb les lleis moldaves. En 1818 es va establir una regió autònoma en la qual el rus i el romanès compartien el mateix estatus d'oficialitat. A part de l'autonomia, també van obtenir permís per a l'obertura d'un seminari i una impremta.
En 1821 va morir Bănulescu-Bodoni, i davant la falta d'un líder i sumat al creixent nacionalisme rus amb sentiments antiotomans que va culminar en la revolució de Valaquia, va portar a les autoritats locals perdre llibertats de manera gradual.
Després de l'arribada al tron de Nicolau I en 1825, va començar una campanya de reformes amb l'objectiu de tenir més control sobre les províncies occidentals. Amb l'elaboració d'una nova constitució redactada pel Governador de Nova Rússia i Bessaràbia: Mikhail Vorontsov en 1829, es va suprimir l'autonomia i en 1834 el romanès va passar a estar prohibit en l'ensenyament, en les administracions i en la cultura a pesar que el 80% de la població era romanesa, per la qual cosa aquells que no van acatar la nova normativa van ser deportats a Sibèria. En 1854, el rus va passar a ser l'únic idioma oficial i a partir de 1850 l'ús de l'idioma romanès estava marginat.
La integració dins de l'Imperi Rus va continuar amb la introducció del zemstvo en 1869. Encara que aquest sistema tenia com a objectiu incrementar la participació de la població en assumptes polítics, va estar dirigit per funcionaris russos i no moldaus.
Els boiars van protestar contra les reformes polítiques que limitava les seves llibertats, però algunes manifestacions no van estar ben organitzades i la majoria van ser ignorades. No obstant això, algunes famílies boiars de Moldàvia van arribar a integrar-se en la noblesa sent la major part de Bessaràbia. En 1911 va haver-hi 468 famílies nobles de les quals 138 eren d'origen moldau.
En 1878, Romania va obtenir la independència excepte milions de romanesos que residien fora de la frontera i que es van assentar en Transsilvània i Bessaràbia.

### Bessaràbia del sud
En 1856, sota els termes del Tractat de París, Rússia es va veure forçat a retornar a Moldàvia els districtes de Bolhrad, Cahul i Izmail (Sud de Bessaràbia) i que tres anys després s'integrarien en Valaquia, Romania.
En 1877, l'Imperi Rus i Romania van signar un tractat en el qual passarien a ser aliats contra l'Imperi otomà a canvi que aquests primers reconeguessin la independència de Romania i garantís la integritat del seu territori després de la guerra. No obstant això, en finalitzar la guerra turc-russa en 1878, Rússia va ocupar el sud de Bessaràbia. Alexander Gortxakov va justificar l'acte com una "qüestió d'honor nacional" per a Rússia i va declarar que els territoris van ser cedits a Moldàvia en 1856 i no a Romania, la garantia territorial dels quals anava dirigida contra la reclamació territorial per part dels otomans.
La reacció dels polítics romanesos i de l'opinió pública no es van fer esperar: Mihail Kogălniceanu va acusar Rússia de trair a un aliat, i fins i tot va manar un memoràndum contra Rússia amb la idea de buscar suports per part dels governs occidentals en els quals es denunciava, no solament l'annexió de Bessaràbia del Sud, sinó de tota Bessaràbia. No obstant això, cap govern europeu va voler formar part d'un conflicte contra l'Imperi Rus.
D'acord amb el Tractat de Berlín de 1878, el Regne de Romania va obtenir la regió de Dobrudja com a compensació per la perduda de part del seu territori. Malgrat ser més extens que Bessaràbia, els romanesos van considerar el gest com a injust encara que ho van acceptar a contracor al no haver-hi una altra alternativa.

## Cultura
Bessaràbiaera la província occidental de l'Imperi menys desenvolupada quant a cultura es referia. El nivell d'alfabetització en 1897 en tot el territori era d'un 15,4% (un 6% eren d'origen moldau), la principal raó per la qual els nivells d'alfabetització eren tan baixos es devia al fet que l'idioma rus era l'única llengua vehicular. En 1920, aproximadament el 10% de la població masculina sabia llegir i escriure mentre que les dones solament arribaven a l'1%.
El regnat d'Alexandre II va portar una àrdua política educativa en cada parròquia: durant els anys 1860 es van obrir 400 escoles rurals en Bessaràbia controlades per l'església ortodoxa que exigia que l'ensenyament fora en rus i que el professorat estigués format per sacerdots que fossin capaç de parlar l'idioma. No obstant això va haver-hi un descens vertiginós quant a escolaritat, ja que dues dècades després solament romanien obertes vint-i-tres col·legis.
Com a resultat, la literatura i la vida cultural va ser gairebé inexistent. Tan sols va haver-hi poques figures literàries que es van dedicar a la novel·la com: Alexandru Hasdeu (1811-1872), Constantin Stamati (1786-1869) i Tedor Vîrnav (1801-1860). Durant la segona meitat del segle xix, va deixar d'arribar fons per subvencionar la literatura i les escoles construïdes. De fet, en 1899, aquell que anés a la llibreria pública de Chisinau hagués estat incapaç de donar amb cap llibre en romanès.

## Política
Fins a 1905 no va haver-hi moviments polítics moldaus. Un dels partits principals eren el Societatea pentru Cultură Naţională dirigit per Pavel Dicescu i de tendència moderada que defensava l'ús del romanès a les escoles encara que era contrari a les reformes socials. En 1909 van obtenir èxit en aconseguir en el zemstvo que es pogués estudiar en el seu idioma.
D'altra banda estaven els radicals (nacional-demòcrates), de tendència pro russa i influenciat pel socialisme revolucionari que buscaven una justícia social i més autonomia per Bessaràbia sense independitzar-se de l'Imperi Rus.
En 1907, aquest moviment va obtenir un èxit notable per part de l'extrema dreta en les eleccions en la segona Duma. Al març de 1907 van publicar amb el diari Bessaràbia: Deşteaptă-et, române! (Desperta; Romania), una cançó patriòtica que el llavors Governador Kharuzin pretenia censurar. La majoria dels treballadors del diari es van traslladar a Iaşi.
Després d'esclatar la Revolució de Febrer de 1917 a Petrograd el Governador Mihail Mihail Voronovici va dimitir del seu càrrec i li va cedir el seu lloc a Constantin Mimi, president del Zemstvo de la Governació i que posteriorment va passar a ser part del Comisariat Provisional del Govern de Bessaràbia amb Vladimir Criste com a sotsdirector. La mateixa situació va tenir lloc en totes les regions de l'Imperi: els caps de les administracions tsaristes van cedir les seves funcions als zemstves que van passar a cridar-se Comisariats de la Governació del Poble.

## Demografia

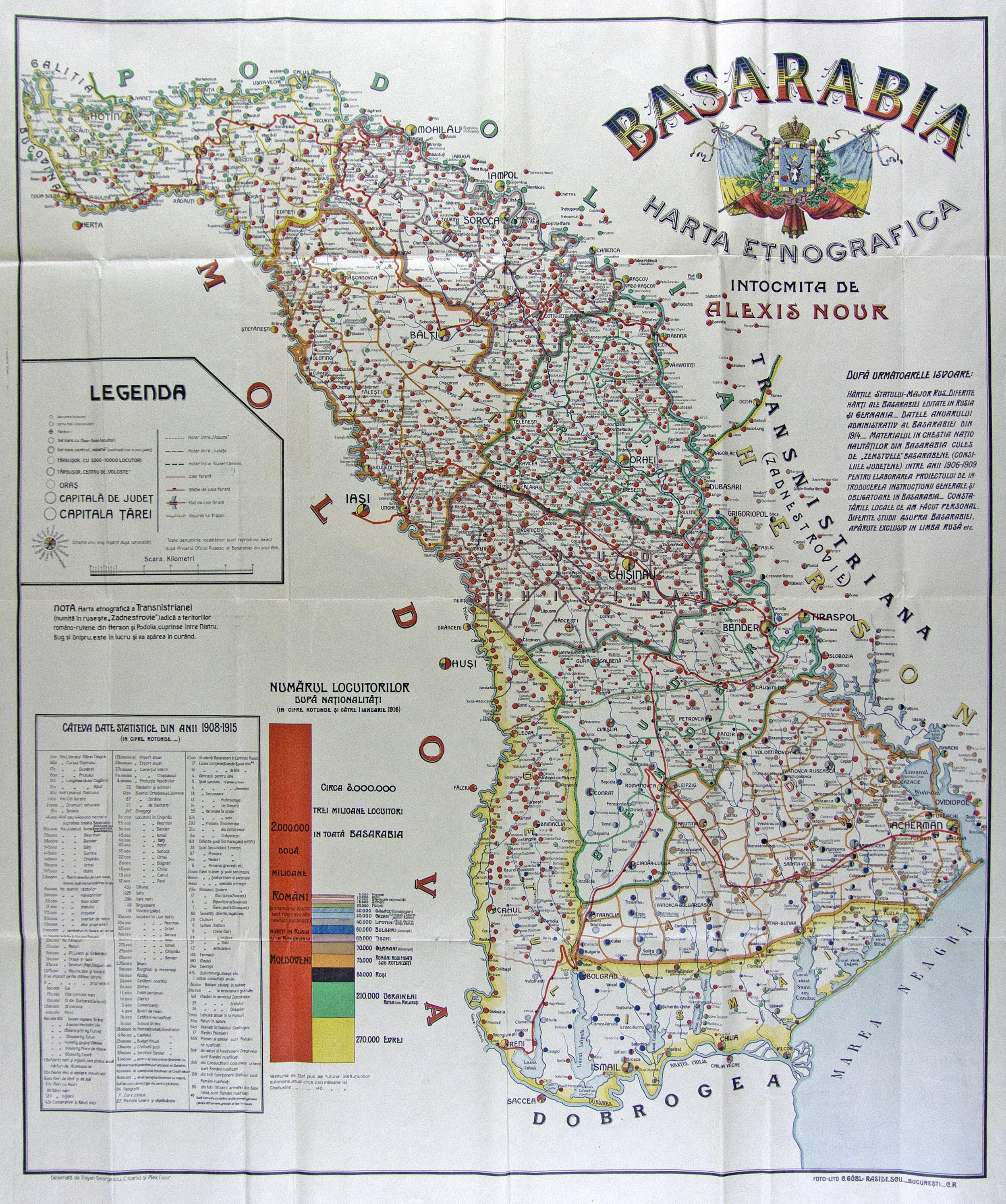
Mapa demogràfic de 1916

Les reformes russes van afectar l'estructura demogràfica de Bessaràbia, especialment la política d'immigració de les províncies limítrofes. La immigració no era uniforme: en alguns districtes del nord i del sud (de Khotyn a Akkerman) la població ucraïnesa sobrepassava a la romanesa, els quals residien en àrees rurals.
Al principi, el propòsit de la colonització no va estar relacionat amb obtenir supremacia ètnica, sinó incrementar la població d'una àrea bastant escassament poblada. Va ser la campanya de colonització més gran de Nova Rússia, el govern de la qual va apel·lar a tot aquell que volgués treballar i viure sota l'autoritat sense importar d'on procedeixi.
| Cens | Població  | Moldaus (Romanesos) | Ucraïnesos Russos | Jueus |
| ---- | --------- | ------------------- | ----------------- | ----- |
| 1817 | 482.630   | 86%                 | 6,5%              | 4,2%  |
| 1856 | 990.000   | 74%                 | 12%               | 8%    |
| 1897 | 1.935.412 | 56%                 | 18,9%             | 11,7% |

La majoria dels moldaus de Bessaràbia eren camperols que treballaven en els terrenys dels terratinents i propietats dels monestirs mentre que un 12% (en 1861) eren răzeşi (camperols i propietaris de les seves pròpies terres). La reforma d'emancipació de 1861 va tenir petits efectes a la regió, on hi havia pocs serfs: 12.000 dels quals eren treballadors russos que no es dedicaven a l'agricultura.
La població en els nuclis urbans era baixa (aproximadament un 14,7%). En 1912 les ciutats principals eren centres administratius locals sense amb prou feines indústria. El nombre de ciutadans també era escàs en comparació de les altres ètnies: (segons 1912) 37,2% jueus, 24,4% russos, 15,8% ucraïnesos i 14,2% moldaus.

## Divisió administrativa

Localització geogràfica de les capitals dels districtes (de 1914) de Bessaràbia

Des de 1812 a 1818 el territori va estar format per dotze districtes que posteriorment van passar a ser sis fins que més endavant van ser nou. Cahul i Izmail van tornar a Romania en 1856. Anteriorment eren tres lloc que Bolhrad es va separar de Izmail, però quan va tornar sota el control de l'Imperi Rus es va tornar a formar el districte unit de Ismail fins a la caiguda de la Rússia Imperial, sent llavors, vuit districtes anomenats Județ (en romanès).
| № | Districte | Capital Població   | Superfície(en verstes ²) | Superfície (en km²) | Població (en 1897) |
| - | --------- | ------------------ | ------------------------ | ------------------- | ------------------ |
| 1 | Akkerman  | Akkerman (28 258)  | 7 282,7                  | 8 288,0             | 265 247            |
| 2 | Bălți     | Bălți (18 478)     | 4 871,0                  | 5 543,5             | 211 448            |
| 3 | Bender    | Bender (31 797)    | 5.398,5                  | 6.143,8             | 163.118            |
| 4 | Izmail    | Izmail (22 295)    | 8 128,0                  | 9 250,2             | 244 274            |
| 5 | Chișinăo  | Chișinăo (108 483) | 3 271,0                  | 3 723,0             | 279 657            |
| 6 | Orhei     | Orhei (12 336)     | 3 632,0                  | 4 133,4             | 213 478            |
| 7 | Soroca    | Soroca (15 351)    | 4 010,7                  | 4564,2              | 218 861            |
| 8 | Jotyn     | Jotyn (18 398)     | 3 501,9                  | 3 985,4             | 307 532            |